# The Girl on the Boat
The Girl on the Boat é um filme de comédia do Reino Unido dirigido por Henry Kaplan e lançado em 1961. É baseado no romance homônimo de P. G. Wodehouse.